# José Miguel Bueno Vicente
José Miguel Bueno Vicente (ur. 8 czerwca 1940 w Villar de Argañán) – hiszpański polityk, menedżer i nauczyciel akademicki, parlamentarzysta krajowy, od 1986 do 1989 eurodeputowany II kadencji.

## Życiorys
Rozpoczął studia z fizyki na Uniwersytecie w Salamance, uzyskał magisterium na Uniwersytecie Complutense w Madrycie. Później kształcił się w zakresie psychologii, inżynierii wojskowej i informatyki na uczelniach w Salamance, Madrycie i Barcelonie. W 2004 uzyskał doktorat z politologii na Uniwersytecie Complutense. Wykładał fizykę i matematykę na Universidad Laboral de Cáceres oraz Uniwersytecie w Salamance. Pracował jako menedżer i konsultant biznesowy m.in. w Unión Explosivos Río Tinto w Madrycie oraz fabryce Seata w Barcelonie. Autor publikacji naukowych dotyczących współczesnej polityki hiszpańskiej.
W 1975 zaangażował się w działalność w ramach PSOE, należał do jej władz w Madrycie, brał udział w pracach komitetów ekonomicznych partii. Działał także w Unión General de Trabajadores. W 1979 i 1982 wybierano go do Kongresu Deputowanych. W latach 1984–1986 zasiadał w Zgromadzeniu Parlamentarnym Rady Europy. Od 1 stycznia 1986 do 5 lipca 1987 był posłem do Parlamentu Europejskiego w ramach delegacji krajowej, w 1987 uzyskał reelekcję w wyborach powszechnych. Przystąpił do frakcji socjalistycznej, należał m.in. do Komisji ds. Gospodarczych i Walutowych oraz Polityki Przemysłowej.
Ożenił się z Amalią Royo Pérez, ma troje dzieci.